# 戴東原 (醫學家)
戴東原（1939年4月27日—2023年5月16日），臺灣醫師。

## 生平
出生於屏東縣，幼時隨父北上定居臺北市。國立臺灣師範大學附屬高級中學畢業，國立臺灣大學醫學系畢業，日本國立新潟大學醫學博士。曾任台灣大學醫學院教授兼台大醫院院長、中華民國糖尿病學會理事長。中國國民黨曾因其衛生背景而提列其為指定中常委，但因台灣大學希望他在政治和學術間擇一而放棄中常委一職。
2003年自台灣大學醫學院教授一職退休後，任糖尿病關懷基金會董事長，及台北仁濟院總院院長。

## 家族
其父戴炎輝、兄戴東雄均為台灣著名民法學者，並皆曾任中華民國司法院大法官之職，戴炎輝更曾任中華民國司法院院長。

## 外部連結
- 2022年社會服務類－戴東原先生.國立臺灣大學傑出校友 （页面存档备份，存于）